# Science-Fiction-Filme der 2020er Jahre
Die Liste der Science-Fiction-Filme der 2020er Jahre gibt einen chronologischen Überblick über Kino- und abendfüllende TV-Produktionen, die ab 2020 in diesem Genre veröffentlicht werden. Bei der Nutzung ist zu beachten, dass ein Großteil der aufgeführten Filme sich mit artverwandten Genres aus dem Bereich der Phantastik wie Horror und Fantasy überschneidet, aber auch Katastrophenfilm und Komödie. Die Liste erhebt keinen Anspruch auf Vollständigkeit und unterliegt einem laufenden Erweiterungsprozess. Die Titel entsprechen im Fall verschiedener Benennungen dem Wikipedia-Lemma, die Namen der Regisseure der im jeweiligen Film angegebenen Form.
Die Titelauswahl entspricht den auf der Hauptseite Liste von Science-Fiction-Filmen präsentierten Forschungsansätzen von Ronald M. Hahn und Volker Jansen (Lexikon des Science Fiction-Films) und Thomas Koebner (Filmgenres: Science Fiction). Sammelquellen wie epd Film, Filmdienst und IMDb dienen als zusätzliche Orientierungshilfe, sind den genre-basierten Fachwerken jedoch thematisch unterstellt.

## 2020
| Titel | Regie               | Produktionsland                                      |
| --- | ------------------- | ---------------------------------------------------- |
| 499 | Rodrigo Reyes       | Mexiko / Vereinigte Staaten                          |
| 2067 – Kampf um die Zukunft                                                                                          | Seth Larney         | Australien                                           |
| Was dein Herz dir sagt – Adieu ihr Idioten! Adieu les cons                                                           | Albert Dupontel     | Frankreich                                           |
| The Age of Genesis                                                                                                   | Günther Brandl      | Deutschland                                          |
| Anti-Life – Tödliche Bedrohung                                                                                       | John Suits          | Kanada                                               |
| Archive | Gavin Rothery       | Vereinigtes Königreich / Vereinigte Staaten / Ungarn |
| Asylum – Irre-phantastische Horror-Geschichten                                                                       | Caye Casas          | Argentinien / Neuseeland                             |
| Attack of the Unknown – Earth Invasion                                                                               | Brandon Slagle      | Vereinigte Staaten                                   |
| Attraction 2 – Invasion Вторжение                                                                                    | Fjodor Bondartschuk | Russland                                             |
| Battle Star Wars – Die Sternenkrieger                                                                                | James Thomas        | Vereinigte Staaten                                   |
| Becoming – Das Böse in ihm                                                                                           | Omar Naim           | Vereinigte Staaten                                   |
| Beyond the Infinite Two Minutes                                                                                      | Junta Yamaguchi     | Japan                                                |
| Big Bad Rat | Thomas J. Churchill | Vereinigte Staaten                                   |
| Bill & Ted Face the Music                                                                                            | Dean Parisot        | Vereinigte Staaten                                   |
| Birds of Prey: The Emancipation of Harley Quinn Birds of Prey (and the Fantabulous Emancipation of One Harley Quinn) | Cathy Yan           | Vereinigte Staaten                                   |
| Birth | Sebastian Schwarz   | Deutschland                                          |
| Blackout | Egor Baranov        | Russland                                             |
| Bloodshot | Dave Wilson         | Vereinigte Staaten                                   |
| Boss Level | Joe Carnahan        | Vereinigte Staaten                                   |
| Cyst | Tyler Russell       | Vereinigte Staaten                                   |
| Deep Blue Sea 3 | John Pogue          | Vereinigte Staaten                                   |
| Exit | Sebastian Marka     | Deutschland                                          |
| Fried Barry | Ryan Kruger         | Südafrika                                            |
| The Intergalactic Adventures of Max Cloud                                                                            | Martin Owen         | Vereinigtes Königreich                               |
| Last and First Men – Die letzten und die ersten Menschen                                                             | Jóhann Jóhannsson   | Island                                               |
| The Last Journey – Die letzte Reise der Menschheit                                                                   | Romain Quirot       | Frankreich                                           |
| Lovecraft Country | Daniel Sackheim     | Vereinigte Staaten                                   |
| Meander – Survival Instinct                                                                                          | Mathieu Turi        | Frankreich                                           |
| Monster Hunters – Die Alienjäger                                                                                     | Brendan Petrizzo    | Vereinigte Staaten                                   |
| Monsters of Man | Mark Toia           | Australien                                           |
| The New Mutants | Josh Boone          | Vereinigte Staaten                                   |
| Ökozid | Andres Veiel        | Deutschland                                          |
| Possessor | Brandon Cronenberg  | Vereinigtes Königreich / Kanada                      |
| Project Power | Henry Joost         | Vereinigte Staaten                                   |
| Project Rainfal | Luke Sparke         | Australien                                           |
| Psycho Goreman | Steven Kostanski    | Kanada                                               |
| A Quiet Place 2 A Quiet Place: Part II                                                                               | John Krasinski      | Vereinigte Staaten                                   |
| Skylines | Liam O’Donnell      | Vereinigtes Königreich / Frankreich                  |
| Sløborn | Christian Alvart    | Deutschland / Dänemark                               |
| Solitary – Gefangen im All                                                                                           | Luke Armstrong      | Vereinigtes Königreich                               |
| Sonic the Hedgehog                                                                                                   | Jeff Fowler         | Japan / Kanada / Vereinigte Staaten                  |
| Spides | Joern Heitmann      | Deutschland                                          |
| Sputnik – Es wächst in dir                                                                                           | Egor Abramenko      | Russland                                             |
| Star Trek: Picard | Douglas Aarniokoski | Vereinigte Staaten                                   |
| Strange Dreams | Anthony Scott Burns | Kanada                                               |
| Tales from the Loop                                                                                                  | Mark Romanek        | Vereinigte Staaten                                   |
| Tatort: Krieg im Kopf                                                                                                | Jobst Oetzmann      | Deutschland                                          |
| Tenet | Christopher Nolan   | Vereinigte Staaten                                   |
| Der Unsichtbare The Invisible Man                                                                                    | Leigh Whannell      | Vereinigte Staaten / Australien                      |
| Wonder Woman 1984 | Patty Jenkins       | Vereinigte Staaten                                   |

## 2021
| Titel                                                            | Regie                           | Produktionsland                                                     |
| ---------------------------------------------------------------- | ------------------------------- | ------------------------------------------------------------------- |
| 2021 – War of the Worlds: Invasion from Mars                     | Mario N. Bonassin               | Vereinigte Staaten                                                  |
| After Yang                                                       | Kogonada                        | Vereinigte Staaten                                                  |
| Ape vs. Monster                                                  | Daniel Lusko                    | Vereinigte Staaten                                                  |
| Black Widow                                                      | Cate Shortland                  | Vereinigte Staaten                                                  |
| Bliss                                                            | Mike Cahill                     | Vereinigte Staaten                                                  |
| Captain Nova                                                     | Maurice Trouwborst              | Niederlande                                                         |
| Chaos Walking                                                    | Doug Liman                      | Vereinigte Staaten                                                  |
| Cosmic Sin – Invasion im All                                     | Edward Drake                    | Vereinigte Staaten                                                  |
| Don’t Look Up                                                    | Adam McKay                      | Vereinigte Staaten                                                  |
| Dune                                                             | Denis Villeneuve                | Vereinigte Staaten                                                  |
| Eternals                                                         | Chloé Zhao                      | Vereinigte Staaten                                                  |
| Evangelion: 3.0+1.01 – Thrice Upon a Time                        | Hideaki Anno                    | Japan                                                               |
| Everything in the End                                            | Mylissa Fitzsimmons             | Island                                                              |
| Finch                                                            | Miguel Sapochnik                | Vereinigtes Königreich / Vereinigte Staaten                         |
| Free Guy                                                         | Shawn Levy                      | Vereinigte Staaten                                                  |
| Das Haus                                                         | Rick Ostermann                  | Deutschland                                                         |
| Ich bin dein Mensch                                              | Maria Schrader                  | Deutschland                                                         |
| In the Earth                                                     | Ben Wheatley                    | Vereinigtes Königreich                                              |
| Matrix Resurrections                                             | Lana Wachowski                  | Vereinigte Staaten / Deutschland                                    |
| Die Mitchells gegen die Maschinen The Mitchells vs. the Machines | Mike Rianda                     | Vereinigte Staaten                                                  |
| Paw Patrol – Der Kinofilm PAW Patrol: The Movie                  | Cal Brunker                     | Vereinigte Staaten                                                  |
| Reminiscence – Die Erinnerung stirbt nie Reminiscence            | Lisa Joy                        | Vereinigte Staaten                                                  |
| Sechzehn Stunden Ewigkeit                                        | Ian Samuels                     | Vereinigte Staaten                                                  |
| Snake Eyes: G.I. Joe Origins                                     | Robert Schwentke                | Vereinigte Staaten                                                  |
| Spider-Man: No Way Home                                          | Jon Watts                       | Vereinigte Staaten                                                  |
| Stowaway – Blinder Passagier Stowaway                            | Joe Penna                       | Deutschland / Vereinigte Staaten                                    |
| The Suicide Squad                                                | James Gunn                      | Vereinigte Staaten                                                  |
| Super-GAU – Die letzten Tage Luxemburgs                          | Julien Becker, Myriam Tonelotto | Luxemburg / Deutschland                                             |
| The Survivalist                                                  | Jon Keeyes                      | Vereinigte Staaten                                                  |
| Schwanengesang Swan Song                                         | Benjamin Cleary                 | Vereinigte Staaten                                                  |
| Thunder Force                                                    | Ben Falcone                     | Vereinigte Staaten                                                  |
| Tides                                                            | Tim Fehlbaum                    | Deutschland / Schweiz                                               |
| Voyagers                                                         | Neil Burger                     | Vereinigte Staaten / Vereinigtes Königreich / Tschechien / Rumänien |
| Zero                                                             | Jochen Alexander Freydank       | Deutschland                                                         |

## 2022
| Titel                                                                              | Regie                      | Produktionsland                                   |
| ---------------------------------------------------------------------------------- | -------------------------- | ------------------------------------------------- |
| The Adam Project                                                                   | Shawn Levy                 | Vereinigte Staaten                                |
| Apollo 10 ½: Eine Kindheit im Weltraumzeitalter Apollo 10 ½: A Space Age Childhood | Richard Linklater          | Vereinigte Staaten                                |
| Aus meiner Haut                                                                    | Alex Schaad                | Deutschland                                       |
| Avatar: The Way of Water                                                           | James Cameron              | Vereinigte Staaten                                |
| Bigbug                                                                             | Jean-Pierre Jeunet         | Frankreich                                        |
| Black Panther: Wakanda Forever                                                     | Ryan Coogler               | Vereinigte Staaten                                |
| Choose or Die                                                                      | Toby Meakins               | Vereinigtes Königreich                            |
| Crimes of the Future                                                               | David Cronenberg           | Kanada / Griechenland                             |
| Deus                                                                               | Steve Stone                | Vereinigtes Königreich                            |
| Doctor Strange in the Multiverse of Madness                                        | Sam Raimi                  | Vereinigte Staaten                                |
| Dual                                                                               | Riley Stearns              | Vereinigte Staaten / Finnland                     |
| Everything Everywhere All at Once                                                  | Dan Kwan, Daniel Scheinert | Vereinigte Staaten                                |
| Jurassic World: Ein neues Zeitalter Jurassic World: Dominion                       | Colin Trevorrow            | Vereinigte Staaten                                |
| Lightyear                                                                          | Angus MacLane              | Vereinigte Staaten                                |
| M3GAN                                                                              | Gerard Johnstone           | Vereinigte Staaten                                |
| Moonfall                                                                           | Roland Emmerich            | Vereinigte Staaten / Kanada / Volksrepublik China |
| Morbius                                                                            | Daniél Espinosa            | Vereinigte Staaten                                |
| Nope                                                                               | Jordan Peele               | Vereinigte Staaten                                |
| Prey                                                                               | Dan Trachtenberg           | Vereinigte Staaten                                |
| Rubikon                                                                            | Magdalena Lauritsch        | Österreich                                        |
| Der Spinnenkopf Spiderhead                                                         | Joseph Kosinski            | Vereinigte Staaten                                |
| Thor: Love and Thunder                                                             | Taika Waititi              | Vereinigte Staaten                                |
| Visitor from the Future                                                            | François Descraques        | Frankreich                                        |

## 2023
| Titel                                                                          | Regie                         | Produktionsland                               |
| ------------------------------------------------------------------------------ | ----------------------------- | --------------------------------------------- |
| 1984                                                                           | Diana Ringo                   | Finnland, Russland                            |
| 65                                                                             | Scott Beck, Bryan Woods       | Vereinigte Staaten                            |
| Aliens Abducted My Parents and Now I Feel Kinda Left Out                       | Jake Van Wagoner              | Vereinigte Staaten                            |
| All of Us Strangers                                                            | Andrew Haigh                  | Vereinigtes Königreich / Vereinigte Staaten   |
| The Angry Black Girl and Her Monster                                           | Bomanji J. Story              | Vereinigte Staaten                            |
| Animalia                                                                       | Sofia Alaoui                  | Frankreich / Katar / Marokko                  |
| Ant-Man and the Wasp: Quantumania                                              | Peyton Reed                   | Vereinigte Staaten                            |
| Ape vs. Mecha Ape                                                              | Marc Gottlieb                 | Vereinigte Staaten                            |
| Aporia                                                                         | Jared Moshé                   | Vereinigte Staaten                            |
| Aquaman and the Lost Kingdom                                                   | James Wan                     | Vereinigte Staaten                            |
| Asteroid City                                                                  | Wes Anderson                  | Vereinigte Staaten                            |
| The Beast                                                                      | Bertrand Bonello              | Frankreich / Kanada                           |
| Bird Box: Barcelona                                                            | Álex Pastor, David Pastor     | Spanien                                       |
| Blue Beetle                                                                    | Angel Manuel Soto             | Vereinigte Staaten                            |
| Boy Kills World                                                                | Moritz Mohr                   | Deutschland / Vereinigte Staaten / Südafrika  |
| Brutal Heat                                                                    | Albert Hospodářský            | Tschechien / Slowakei                         |
| Crater                                                                         | Kyle Patrick Alvarez          | Vereinigte Staaten                            |
| The Creator                                                                    | Gareth Edwards                | Vereinigte Staaten                            |
| The End We Start From                                                          | Mahalia Belo                  | Vereinigtes Königreich                        |
| Fingernails                                                                    | Christos Nikou                | Vereinigte Staaten                            |
| The Flash                                                                      | Andy Muschietti               | Vereinigte Staaten                            |
| Enemy Foe                                                                      | Garth Davis                   | Vereinigte Staaten                            |
| Ghostbusters Hell’s Kitchen                                                    | Gil Kenan                     | Vereinigte Staaten                            |
| Guardians of the Galaxy Vol. 3                                                 | James Gunn                    | Vereinigte Staaten                            |
| If You Were the Last                                                           | Kristian Mercado              | Vereinigte Staaten                            |
| Indiana Jones und das Rad des Schicksals Indiana Jones and the Dial of Destiny | James Mangold                 | Vereinigte Staaten                            |
| Infinity Pool                                                                  | Brandon Cronenberg            | Kanada                                        |
| I.S.S.                                                                         | Gabriela Cowperthwaite        | Vereinigte Staaten                            |
| JUNG E: Gedächtnis des Krieges 정이                                            | Yeon Sang-ho                  | Südkorea                                      |
| The Kitchen                                                                    | Kibwe Tavares                 | Vereinigtes Königreich                        |
| Landscape with Invisible Hand                                                  | Cory Finley                   | Vereinigte Staaten                            |
| Last Contact                                                                   | Tanel Toom                    | Vereinigtes Königreich                        |
| Leave the World Behind                                                         | Sam Esmail                    | Vereinigte Staaten                            |
| The Marvels                                                                    | Nia DaCosta                   | Vereinigte Staaten                            |
| Meg 2: Die Tiefe Meg 2: The Trench                                             | Ben Wheatley                  | Vereinigte Staaten / Volksrepublik China      |
| Mission: Impossible – Dead Reckoning Teil Eins                                 | Christopher McQuarrie         | Vereinigte Staaten                            |
| Műanyag égbolt                                                                 | Tibor Bánóczki, Sarolta Szabó | Ungarn / Slowakei                             |
| Nimona                                                                         | Nick Bruno, Troy Quane        | Vereinigte Staaten / Vereinigtes Königreich   |
| Paradise                                                                       | Boris Kunz                    | Deutschland / Litauen                         |
| Paw Patrol – Der Mighty Kinofilm PAW Patrol: The Mighty Movie                  | Cal Brunker                   | Vereinigte Staaten / Kanada                   |
| The Pod Generation                                                             | Sophie Barthes                | Belgien / Frankreich / Vereinigtes Königreich |
| Poor Things                                                                    | Giorgos Lanthimos             | Vereinigtes Königreich                        |
| Poznámky z Eremocénu                                                           | Viera Čákanyová               | Slowakei / Tschechien                         |
| Rebel Moon – Teil 1: Kind des Feuers                                           | Zack Snyder                   | Vereinigte Staaten                            |
| Shazam! Fury of the Gods                                                       | David F. Sandberg             | Vereinigte Staaten                            |
| Tatort: Murot und das Paradies                                                 | Florian Gallenberger          | Deutschland                                   |
| Transformers: Aufstieg der Bestien                                             | Steven Caple Jr.              | Vereinigte Staaten                            |
| Die Tribute von Panem – The Ballad of Songbirds and Snakes                     | Francis Lawrence              | Vereinigte Staaten                            |
| With Love and a Major Organ                                                    | Kim Albright                  | Kanada                                        |

## 2024
| Titel                                                             | Regie                         | Produktionsland                                          |
| ----------------------------------------------------------------- | ----------------------------- | -------------------------------------------------------- |
| Alien: Romulus                                                    | Fede Álvarez                  | Vereinigte Staaten                                       |
| Anora                                                             | Sean Baker                    | Vereinigte Staaten                                       |
| Arcadian – Sie kommen in der Nacht                                | Benjamin Brewer               | Irland / Vereinigte Staaten / Kanada                     |
| Atlas                                                             | Brad Peyton                   | Vereinigte Staaten                                       |
| Badland Hunters 황야                                              | Heo Myeong-haeng              | Südkorea                                                 |
| Borderlands                                                       | Eli Roth                      | Vereinigte Staaten                                       |
| City of Poets                                                     | Sara Rajaei                   | Niederlande                                              |
| Civil War                                                         | Alex Garland                  | Vereinigtes Königreich / Vereinigte Staaten              |
| Deadpool & Wolverine                                              | Shawn Levy                    | Vereinigte Staaten                                       |
| Dune: Part Two                                                    | Denis Villeneuve              | Vereinigte Staaten                                       |
| Elevation                                                         | George Nolfi                  | Vereinigte Staaten                                       |
| The End                                                           | Joshua Oppenheimer            | Dänemark / Deutschland / Irland / Vereinigtes Königreich |
| For here am i sitting in a tin can far above the world            | Gala Hernández Lopez          | Frankreich                                               |
| Furiosa: A Mad Max Saga                                           | George Miller                 | Australien                                               |
| Godzilla × Kong: The New Empire                                   | Adam Wingard                  | Vereinigte Staaten                                       |
| The Human Hibernation                                             | Anna Cornudella Castro        | Spanien                                                  |
| Das Imperium                                                      | Bruno Dumont                  | Frankreich / Deutschland / Italien / Belgien / Portugal  |
| I.S.S.                                                            | Gabriela Cowperthwaite        | Vereinigte Staaten                                       |
| Kalki 2898 A.D                                                    | Nag Ashwin                    | Indien                                                   |
| Kraven the Hunter                                                 | J. C. Chandor                 | Vereinigte Staaten                                       |
| Lisa Frankenstein                                                 | Zelda Williams                | Vereinigte Staaten                                       |
| Love Me                                                           | Sam Zucchero, Andy Zucchero   | Vereinigte Staaten                                       |
| Madame Web                                                        | S. J. Clarkson                | Vereinigte Staaten                                       |
| Milchzähne                                                        | Sophia Bösch                  | Deutschland / Schweiz                                    |
| Omni Loop                                                         | Bernardo Britto               | Vereinigte Staaten                                       |
| Pendant ce temps sur Terre                                        | Jérémy Clapin                 | Frankreich                                               |
| Planet der Affen: New Kingdom Kingdom of the Planet of the Apes   | Wes Ball                      | Vereinigte Staaten                                       |
| A Quiet Place: Tag Eins A Quiet Place: Day One                    | Michael Sarnoski              | Vereinigte Staaten                                       |
| Rückkehr der Thundermans The Thundermans Return                   | Trevor Kirschner              | Vereinigte Staaten                                       |
| Sasquatch Sunset                                                  | David Zellner, Nathan Zellner | Vereinigte Staaten                                       |
| The Shrouds                                                       | David Cronenberg              | Frankreich / Kanada                                      |
| Sonic the Hedgehog 3                                              | Jeff Fowler                   | Vereinigte Staaten / Japan                               |
| Spaceman: Eine kurze Geschichte der böhmischen Raumfahrt Spaceman | Johan Renck                   | Vereinigte Staaten                                       |
| The Substance                                                     | Coralie Fargeat               | Vereinigtes Königreich / Vereinigte Staaten / Frankreich |
| Tatort: Borowski und das ewige Meer                               | Katharina Bischof             | Deutschland                                              |
| Things Will Be Different                                          | Michael Felker                | Vereinigte Staaten                                       |
| Timestalker                                                       | Alice Lowe                    | Vereinigtes Königreich                                   |
| Transformers One                                                  | Josh Cooley                   | Vereinigte Staaten                                       |
| Venom: The Last Dance                                             | Kelly Marcel                  | Vereinigte Staaten                                       |
| We’re All Gonna Die                                               | Matthew Arnold, Freddie Wong  | Vereinigte Staaten                                       |

## 2025
| Titel                                         | Regie            | Produktionsland                             |
| --------------------------------------------- | ---------------- | ------------------------------------------- |
| 28 Years Later                                | Danny Boyle      | Vereinigtes Königreich / Vereinigte Staaten |
| Ash                                           | Flying Lotus     | Vereinigte Staaten                          |
| The Astronaut                                 | Jess Varley      | Vereinigte Staaten                          |
| Avatar: Fire and Ash                          | James Cameron    | Vereinigte Staaten                          |
| BLKNWS: Terms & Conditions                    | Kahlil Joseph    | Vereinigte Staaten                          |
| Captain America: Brave New World              | Julius Onah      | Vereinigte Staaten                          |
| Companion – Die perfekte Begleitung Companion | Drew Hancock     | Vereinigte Staaten                          |
| Krieg der Welten War of the Worlds            | Rich Lee         | Vereinigte Staaten                          |
| M3GAN 2.0                                     | Gerard Johnstone | Vereinigte Staaten                          |
| Ziam ปากกัด ตีนถีบ                               | Kulp Kaljareuk   | Thailand                                    |